# Barnasjön, Västergötland
Barnasjön är en sjö i Tidaholms kommun i Västergötland och ingår i Göta älvs huvudavrinningsområde. Sjön ligger strax väster om Riksväg 26 i en nordlig exklav av Dimbo socken. Sjöns vatten rinner via Djupasjön ut i ån Ösan, som är ett biflöde till Tidan.